# Belyj (vulcano)
Il Belyj (in russo Белый?) è un vulcano a scudo situato nella Kamčatka centrale.